# Ernesto Tatafiore
Ernesto Tatafiore (Marigliano, 1943) è un artista e pittore italiano.

## Biografia
Si avvicina alla pittura attraverso l'attività dello zio e del padre, quest'ultimo di professione medico. Laureatosi in medicina e specializzatosi in psichiatria, espone le sue opere per la prima volta alla IX Quadriennale Nazionale d'Arte di Roma nel 1965. Nel 1969 organizza alla galleria di Lucio Amelio la sua prima mostra personale. Achille Bonito Oliva in quell'occasione definisce la sua arte "neo-illuminista", poiché trattava i temi delle rivoluzioni Francese e Partenopea. Nel 1980 partecipa alla 39ª Biennale di Venezia nella sezione Aperto '80 curata da Achille Bonito Oliva e Harald Szeemann, il suo lavoro viene inserito nell'ambito della Transavanguardia. Vive e lavora a Napoli.